# Rite bénédictin
Le rite bénédictin est une forme particulière de la liturgie célébrée par l'ordre de Saint-Benoît. L'ordre n'a pas de forme particulière pour la messe et utilise, depuis la bulle Quo primum du pape Pie V, le rite romain. Cependant, il a toujours eu une forme particulière pour célébrer la liturgie des Heures.

## Annexe